# Xenia (Ohio)
Xenia ist eine US-amerikanische Stadt (City) in und der Verwaltungssitz von Greene County, Ohio. Die Volkszählung von 2020 erfasste 25.441 Einwohner.
Sie ist Teil der Dayton Metropolitan Area, der viertgrößten Metropolregion in Ohio. Am 3. April 1974 wütete hier der erste einer nächtlichen Serie von 148 Tornados, bekannt als Super Outbreak.
Der Ort etwa 20 Kilometer östlich von Dayton ist Heimat der Dragster-Rennstrecke Kil-Kare Raceway und war früher Sitz der Hawkins Cyclecar Company.

## Persönlichkeiten
- Charles Wallace Adair Jr. (1914–2006), Botschafter
- John Alexander (1777–1848), Politiker
- John Bell (1796–1869), Politiker
- Una Mae Carlisle (1915–1956), Musikerin
- Vic Dickenson (1906–1984), Posaunist
- James William Denver (1817–1892), Offizier
- Mike DeWine (* 1947), Politiker
- Charley Grapewin (1869–1956), Schauspieler
- Charles H. Grosvenor (1833–1917), Politiker
- Aaron Harlan (1802–1868), Politiker
- James Hyslop (1854–1920), Parapsychologe
- John Little (1837–1900), Politiker
- Leroy T. Marshall (1883–1950), Politiker
- Robert McKnight (1820–1885), Politiker
- Rose Murphy (1913–1989), Sängerin
- Daniel Payne (1811–1893), Bischof
- Aftab Pureval (* 1982), Wirtschaftsanwalt und Politiker
- Whitelaw Reid (1837–1912), Politiker
- Thomas E. Scroggy (1843–1915), Politiker
- Thomas Taggart (1856–1929), Politiker
- David Williamson (* 1961), Zauberkünstler
- James J. Winans (1818–1879), Politiker